# Argutencyrtus luteolus
Argutencyrtus luteolus är en stekelart som beskrevs av Prinsloo och Annecke 1974. Argutencyrtus luteolus ingår i släktet Argutencyrtus och familjen sköldlussteklar. Inga underarter finns listade.